# Маратти, Фаустина
Фаустина Маратти также Маратта (итал. Faustina Maratti; ок. 1679, Рим — 1745, там же) — итальянская поэтесса и художница эпохи барокко. Член Аркадской академии.

## Биография
Родилась в семье известного живописца Карло Маратта (Маратти). Получила хорошее образование, изучала музыку, изобразительное искусство и, прежде всего, поэзию.
Отличалась необыкновенной красотой, которая привлекала внимание окружающих. Предложивший ей руку и сердце сын герцога Дженцано-ди-Рома Сфорца Чезарини, получив отказ, пытался похитить её. Потерпев неудачу, был вынужден уехать в Неаполь, а затем в Испанию.
В 1704 году, несмотря на сопротивление, была принята в Аркадскую академию под академическим именем Aglauro Cidonia. В академии встретила и в 1705 вышла замуж за поэта Джамбаттисту Феличе Дзаппи, одного из основателей Академии аркадийцев.
Их дом стал известным литературный салоном. В доме римской красавицы бывали члены академии «Аркадия», читали стихи Джованни Крешимбени, Джованни Винченцо Гравина, её муж-поэт Дж. Ф. Дзадпи и другие, звучала музыка Арканджело Корелли,Георга Фридриха Генделя, Доменико Скарлатти.
В браке с Дж. Ф. Дзадпи родила двух сыновей — Ринальдо (1709—1711) и Луиджи (1712), стала вдовой в 1719 году.
Фаустина Маратти — автор 38 сонетов, написанных в духе поэзии Петрарка и изданных в сборнике мужа «Rime» в 1723 году. Произведения Ф. Маратти были изданы вместе с стихотворениями её мужа Дзаппи также в Венеции (1748, 1770).
Некоторые живописные работы, навеянные картинами её отца, изображают женщин Римской республики .